# Ochrostigma nigrescens
Ochrostigma nigrescens är en fjärilsart som beskrevs av Barend J. Lempke 1959. Ochrostigma nigrescens ingår i släktet Ochrostigma och familjen tandspinnare. Inga underarter finns listade i Catalogue of Life.